# Miguel Diaz (Boxtrainer)
Miguel Diaz (* 1938 in Argentinien) ist ein ehemaliger argentinischer Boxer, Boxtrainer, Co-Trainer und Cutman.

## Als Boxer
Im Alter von 8 Jahren begann Diaz mit dem Boxen. Als Amateur absolvierte er insgesamt 27 Fights.
Bei den Profis trat er im Weltergewicht an. Er hatte eine sehr kurze Profikarriere als Boxer. Seine Bilanz war 9 Kämpfe, 1 Unentschieden, 4 Siege bei 4 Niederlagen.

## Als Trainer
Diaz zog nach Los Angeles, Kalifornien, und gründete das Miguel Diaz boxing gym. Einer seiner ersten Weltmeister war sein Landsmann Pedro Rubén Décima.
Unter Diaz’ Leitung bezwang Erik Morales im Superbantamgewicht Daniel Zaragoza am 6. September 1997 und nahm ihm damit den WBC-Weltmeistertitel ab.
Er trainierte Fernando Vargas und gründete in Las Vegas, Nevada, sein zweites Box-Gym (Miguel Diaz boxing gym).
Im Jahre 1999 wurde Diaz von der Boxing Writers Association of America (BWAA) zum „Welttrainer des Jahres“ gewählt. Zudem fand er am 15. November 2008 Aufnahme in die World Boxing Hall of Fame.

## Als Co-Trainer und Cutman
Als Co-Trainer und Cutman arbeitete Diaz unter anderem mit Diego Corrales und Floyd Mayweather Jr.